# Tokaj-Hegyalja
Tokaj-Hegyalja és una regió vinícola al nord-est d'Hongria, a la regió de Borsod-Abaúj-Zemplén. Tokaj és, juntament amb la Regió vitícola de l'Alt Douro i del Paisatge vitícola de l'illa de Pico a Portugal, les úniques regions vinícoles del món que han estat declarades Patrimoni de la Humanitat per la UNESCO.
Hegyalja significa "contraforts" en hongarès, i de Tokaj-Hegyalja era el nom originari d'aquesta regió. La seva capital és la ciutat de Tokaj. La regió comprèn 28 localitats i 7.000 hectàrees de vinyes. El vi Tokaji, que es produeix a la regió, és únic al món, per la seva varietat, que és la més antiga de vi botrititzat, l'origen data del segle xvii.

## Característiques de la província
Algunes característiques que fan de la regió Vinícola de Tokaj única són: 
- Sòl i microclima: El terroir de Tokaj està compost per argiles o loess del subsòl volcànic. El microclima es produeix pels seus turons dirigits al sud que proporcionen sol i la proximitat dels rius Tisza i Bodrog. Això afavoreix la proliferació de Botrytis cinerea (podridura noble) amb la consegüent dessecació del raïm, amb les quals es produeix un vi molt especial.
- Varietat de raïm autòctones: Les varietats Furmint i Hárslevelü han estat conreades a la regió durant segles i juntament amb el moscatell groc (en hongarès: Sárgamuskotály) i la Zeta, són les úniques varietats de raïms que oficialment es permeten plantar-se a la regió.
- Cellers: Un sistema de cellers Vasto va ser excavat a la pedra entre els anys 1400 i 1600. Aquestes proporcionen una temperatura constant de 10-12 °C. Un Els tonells són recoberts amb un característica floridura, que s'alimenta de l'alcohol evaporat i manté una humitat d'aproximadament 85-90%, la qual és ideal per l'envelliment dels vins Tokaji.
- Sistema de denominació: Un Reial Decret de 1757 va establir una producció restringida al territori de Tokaj, sent el primer sistema de denominació d'origen del vi en el món. La classificació de les vinyes va començar el 1730 i va ser completada per un cens nacional el 1765 i 1772.